# Modelli nucleari
Per i nuclei non esiste un unico modello nucleare capace di spiegare tutte le sue proprietà, esistono però diversi modelli che si completano a vicenda.
I motivi sono principalmente due:
- non esiste un corpo centrale di grande massa che rappresenti il centro di attrazione;
- non si conosce la struttura del potenziale di interazione nucleare.

I principali modelli sono:
- il modello a goccia di liquido;
- il modello a guscio (Shell);
- il modello collettivo.

## Il modello a goccia di liquido
Il modello nucleare a goccia fu ipotizzato nel 1939 da Niels Bohr e da John Archibald Wheeler per spiegare la perdita di massa durante una fissione nucleare (difetto di massa).
Quando il nucleo viene colpito da un neutrone si produce un assorbimento di questa particella da parte del nucleo stesso e ciò causa un eccesso di energia che determina un moto oscillatorio (come una goccia di liquido che ha assorbito energia meccanica).
Il moto oscillatorio causa quindi un allungamento del nucleo finché questo non si rompe (fissione nucleare).

## Il modello a guscio (Shell)
Il modello a guscio (shell, o a strati) i nucleoni hanno proprietà simili a quelle degli elettroni intorno al nucleo, ovvero essi si trovano su orbitali dove agiscono forze nucleari attrattive.
Se il numero di neutroni o protoni presenti nel nucleo è uguale ai "numeri magici" (2, 8, 20, 28, 50, 82 e 126) i nuclei sono particolarmente stabili, sono fortemente legati e sono particolarmente abbondanti; viceversa i nuclei con uno o due protoni e/o neutroni in più risultano poco legati. Il modello a shell predice in maniera soddisfacente spin, parità, momento magnetico e momento di quadrupolo elettrico dei nuclidi.

## Il modello collettivo
Anche il modello a guscio non è del tutto soddisfacente e deve essere integrato con il modello a goccia.
Da questa integrazione nasce il modello collettivo, che però lascia ancora insoluti molti problemi sulla natura del nucleo.